# Gerhard Lehmann
Gerhard Lehmann est un astronome amateur allemand, né en 1960.

## Biographie
Gerhard Lehmann enseigne la physique et l'astronomie. Il effectue régulièrement des observations à l'observatoire Drebach, en Saxe.
Les 26 et 27 juin 1999, il participe à la Conférence Petites Planètes 1999, à Heppenheim.

## Découvertes
Le Centre des planètes mineures attribue à Gerhard Lehmann la découverte de 22 astéroïdes : 10 seul entre 1998 et 2004, 9 en collaboration avec Jens Kandler et 3 avec André Knöfel.
| (10932) Rebentrost      | 18 février 1998   |
| (19022) Penzel          | 26 septembre 2000 |
| (21678) Lindner         | 5 septembre 1999  |
| (22168) Weissflog       | 30 novembre 2000  |
| (31231) Uthmann         | 1er février 1998  |
| (31240) Katrianne       | 20 février 1998   |
| (38976) Taeve           | 21 octobre 2000   |
| (39930) Kalauch         | 24 mars 1998      |
| (59828) Ossikar         | 5 septembre 1999  |
| (69594) Ulferika        | 24 mars 1998      |
| (79647) Ballack         | 22 septembre 1998 |
| (103460) Dieterherrmann | 11 janvier 2000   |
| (103770) Wilfriedlang   | 27 février 2000   |
| (132297) 2002 GD1       | 3 avril 2002      |
| (147595) Gojkomitić     | 14 avril 2004     |
| (157015) Walterstraube  | 25 août 2003      |
| (181824) Königsleiten   | 24 septembre 1998 |
| (193182) 2000 QR        | 22 août 2000      |
| (219913) 2002 GE1       | 3 avril 2002      |
| (252805) 2002 GC1       | 3 avril 2002      |

## Hommage
Gerhard Lehmann a vu son nom attribué à l'astéroïde (8853) Gerdlehmann.